# Iuliobona

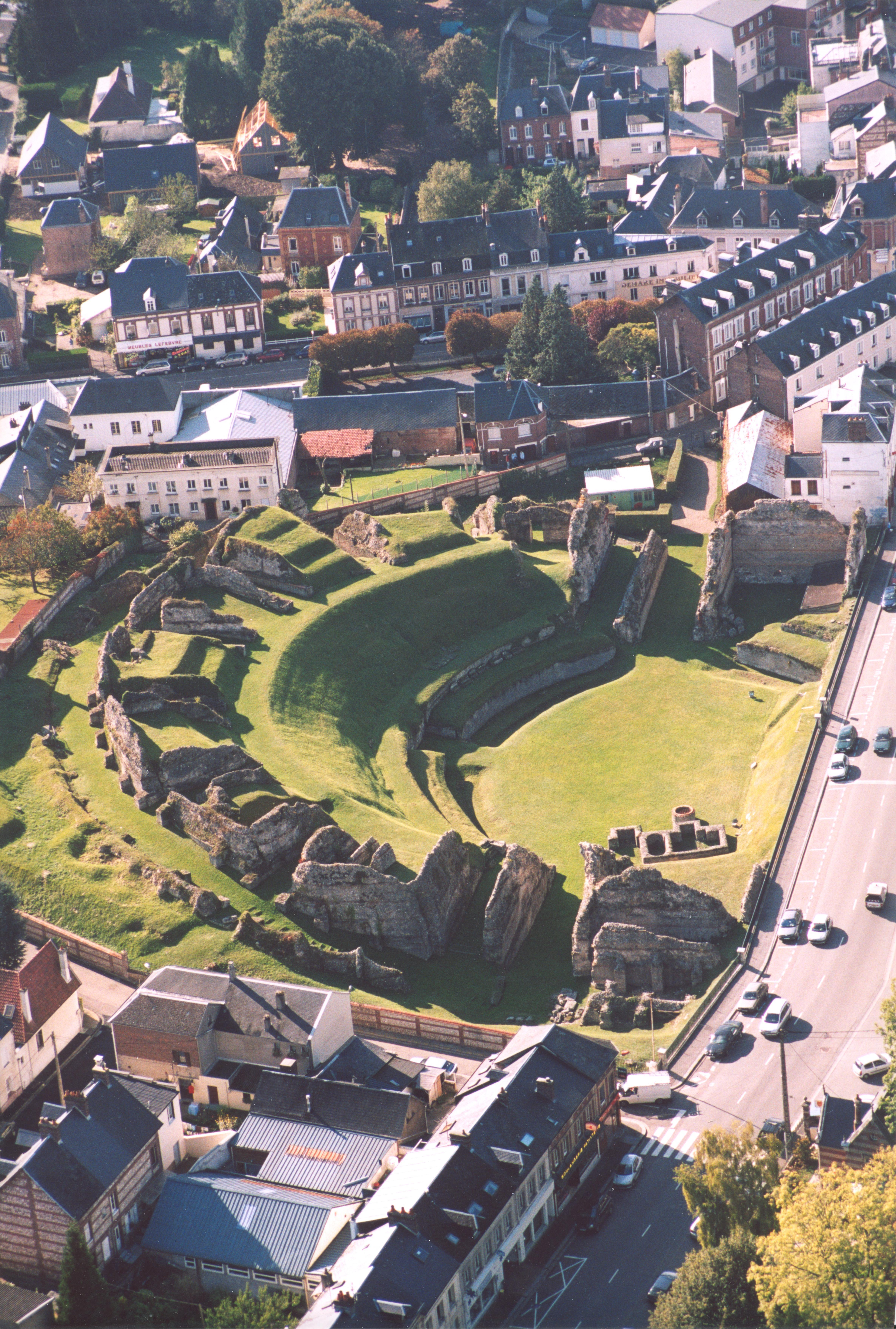
Le rovine del teatro viste dal cielo.

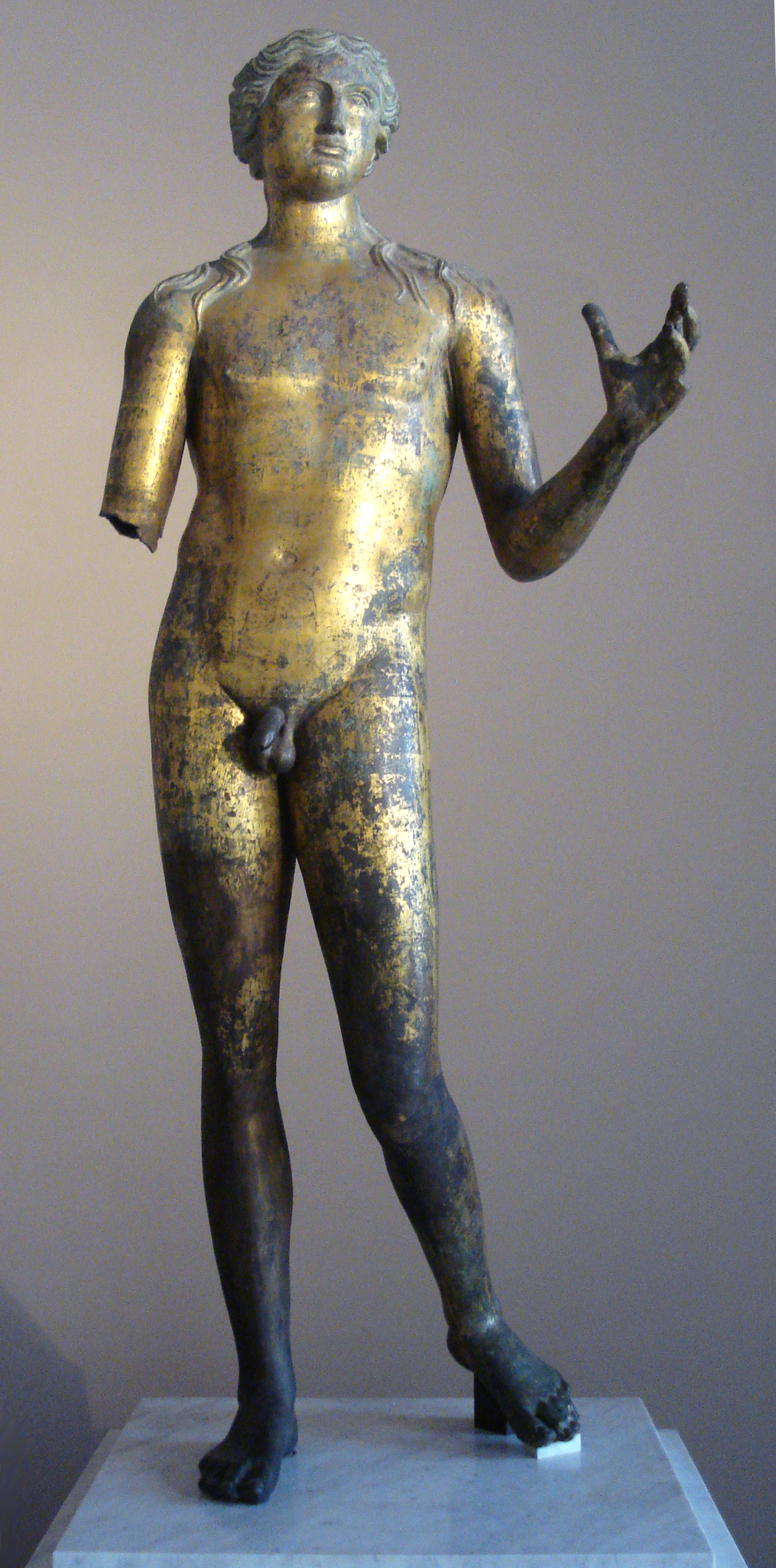
Statua di Apollo scoperta a Lillebonne-Iuliobona.

Iuliobona o Juliobona era una città gallo-romana ubicata in Gallia Belgica che fu fondata nel I secolo, durante il regno di Augusto, e che si sviluppò per diventare la città francese moderna di Lillebonne in Normandia. Della città gallo-romana rimangono più rovine oggi, tra cui le più visibili sono quelle del teatro.

## Toponimia
Iuliobona è evocata nella Geografia di Tolomeo sotto il nome gallo-romano di Iuliabona. Questo nome viene verosimilmente dell'antroponimo Iulius Caesar (Giulio Cesare) unito al sostantivo gallico bona che designava una fondazione urbana o una fonte.

Oggetti gallo-romani scoperti a Lillebonne.
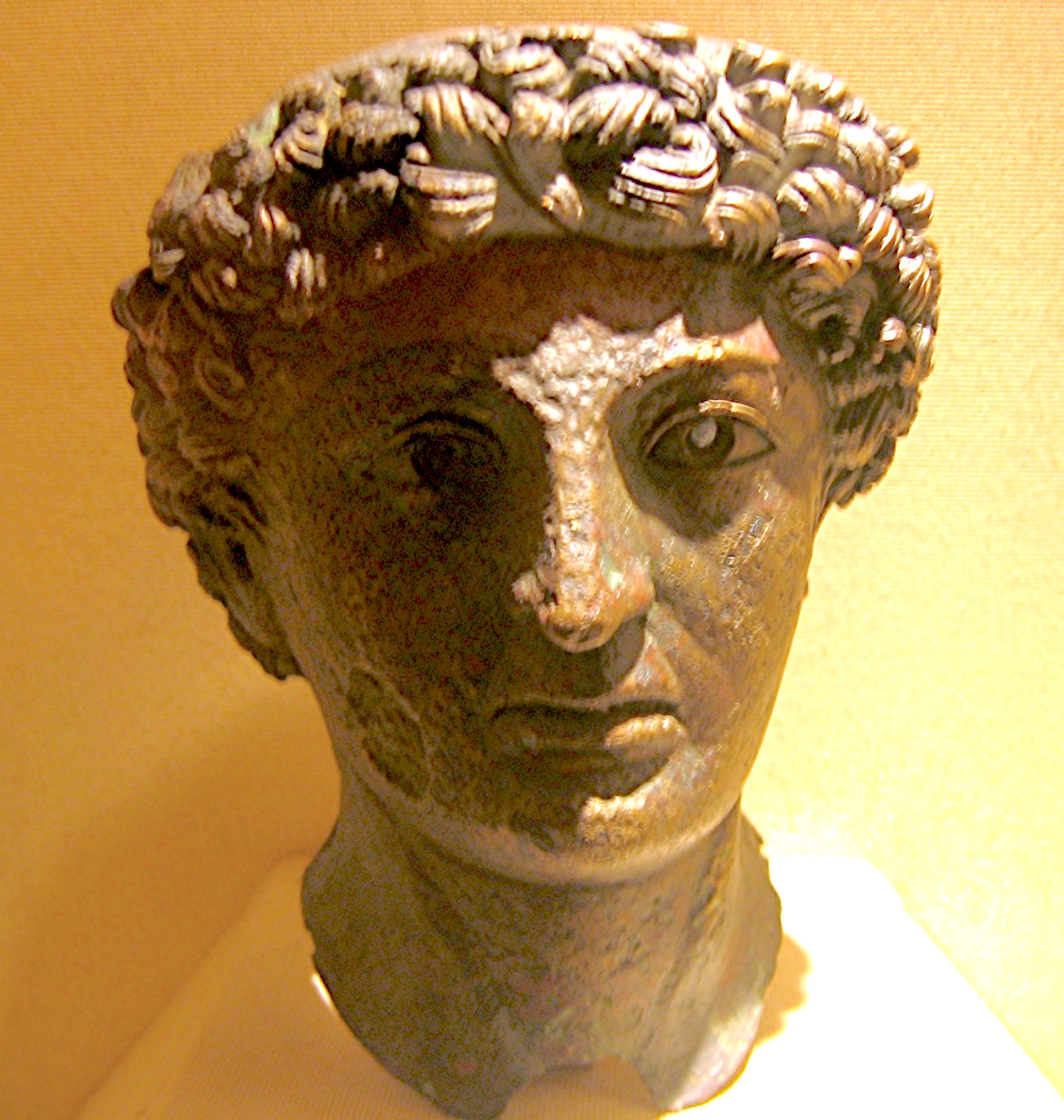
Testa di bronzo di un dio, forse Apollo.
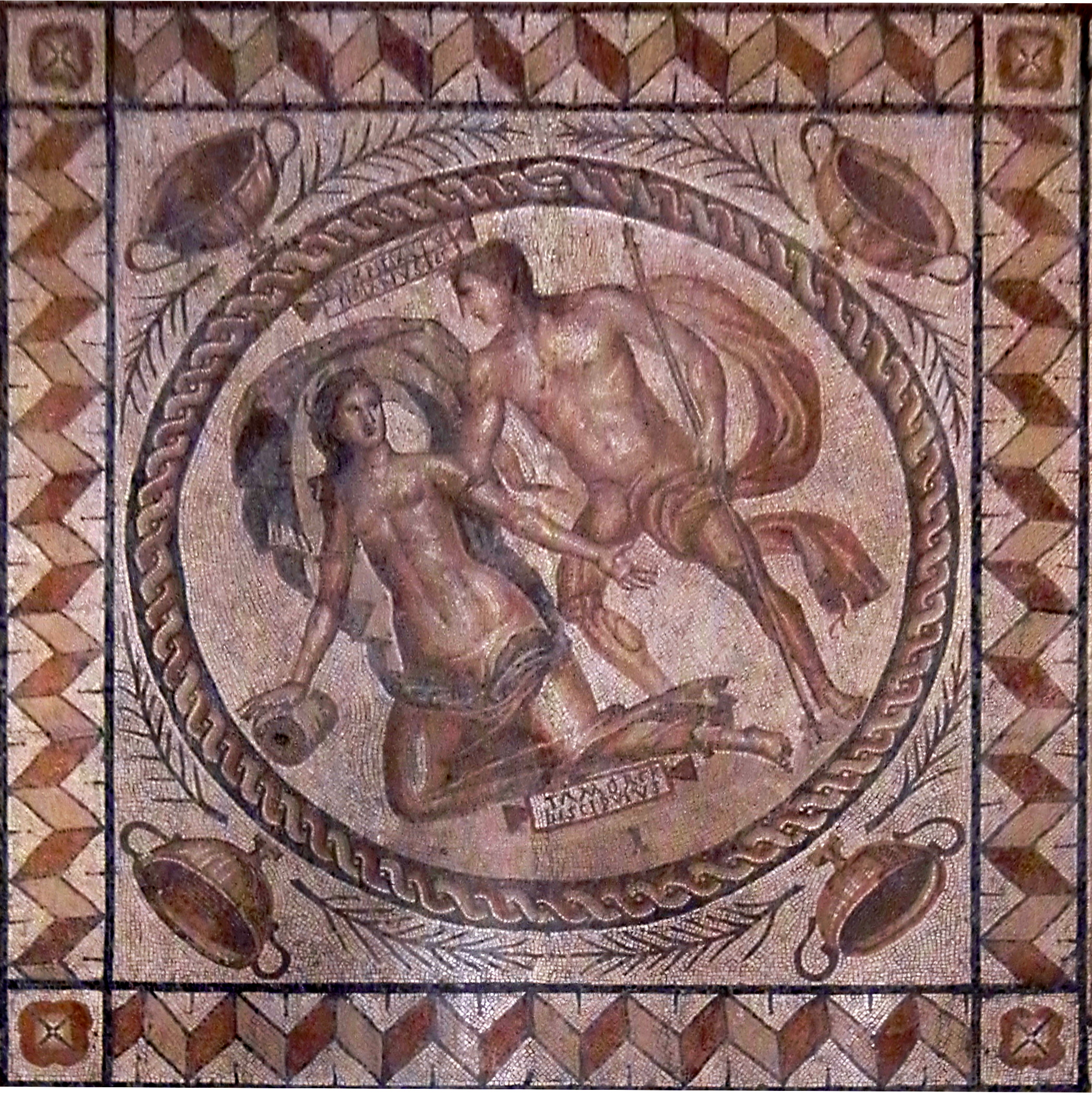
Gran Mosaica della Caccia, scoperta in un domus, la casa di un notabile di Iuliobona.
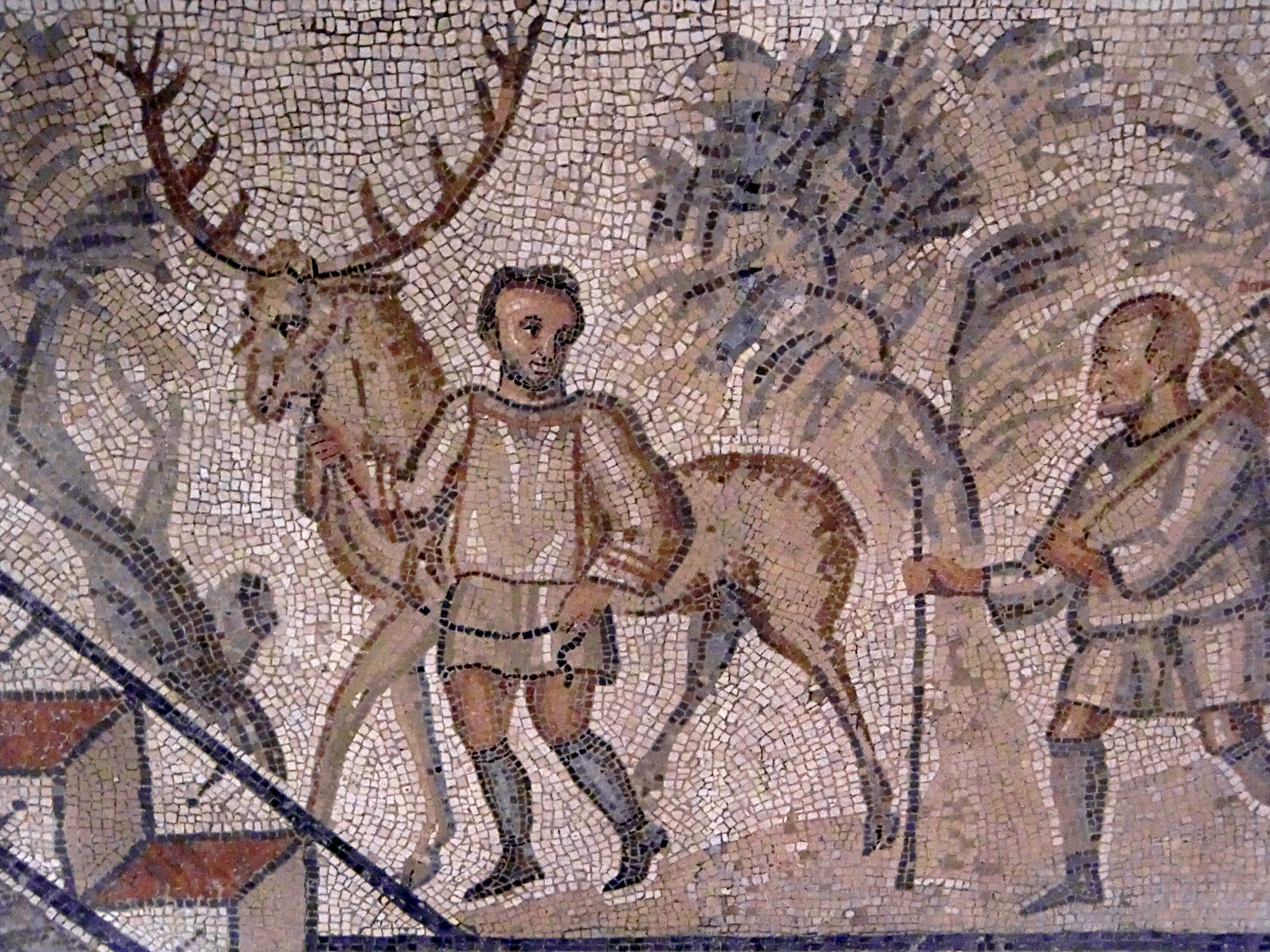
Détail della Gran Mosaica della Caccia : caccia al cervo.